# Angyal József
Angyal József (Rózsahegy, 1842. június 19. – Rózsahegy, 1929. augusztus 27.) magyar jogász, politikus, országgyűlési képviselő, a Képviselőház háznagya.

## Élete
Angyal József és Thann Ludmilla fiaként született a Liptó vármegyei Rózsahegyen. A Magyar Királyi Tudományegyetemen szerzett jogi doktorátust, és a Pénzügyminisztérium fogalmazója, miniszteri titkára, osztálytanácsosa, majd 1892 és 1897 között miniszteri tanácsosi rangban kincstári jogügyi igazgatója lett. Ebben a minőségében Ferenc József a Lipót-rend lovagkeresztjével tüntette ki. 1898 februárjában időközi választáson, a Szabadelvű Párt színeiben szerzett mandátumot a rózsahegyi választókerületben, az Országgyűlésben a mentelmi és az összeférhetetlenségi bizottság tagja volt.
Az 1901-es és az 1905-ös országgyűlési választáson is képviselővé választották, az 1906-os választáson nem indult. Rövid időre visszavonult az országos politikától, és szülővárosa közügyeivel foglalkozott. Nagy szerepe volt Rózsahegy rendezett tanácsú várossá válásában. Az 1910-es országgyűlési választáson a Nemzeti Munkapárt jelöltjeként választották meg ismét a rózsahegyi választókerület képviselőjévé, a választást követően pedig a Képviselőház háznagya lett, tisztségét 1918-ig töltötte be. Tisza István bizalmasaként tartották számon. Az őszirózsás forradalmat követően visszavonult a közélettől. 1929-ben hunyt el a trianoni békeszerződéssel Csehszlovákiához csatolt Rózsahegyen.